# Guilherme II, Príncipe de Orange
Guilherme II de Orange-Nassau (em neerlandês: Willem II van Oranje; Haia, 27 de maio de 1626 – Haia, 6 de novembro de 1650) foi um nobre e líder militar e político dos Países Baixos, que ostentou os títulos de Príncipe de Orange e Conde de Nassau enquanto chefe da Casa de Orange-Nassau. Descendente direto de Guilherme, o Taciturno, Guilherme II também foi Estatuder (Stadtholder) da Holanda, Zelândia, Utrecht, Overijssel, Guéldria, Drente e capitão-geral da República Holandesa.
Guilherme II era filho de Frederico Henrique, príncipe de Orange e de Amália de Solms-Braunfels. Apesar de seu curto reinado à frente da Casa de Orange e do povo neerlandês devido sua morte precoce por varíola, Guilherme II deixou um potente legado dinástico quando, em 1641, casou com Maria Stuart, a primeira princesa inglesa a ostentar o título de Princesa Real. O filho do casal, Guilherme III de Orange, nasceu cerca de uma semana depois da morte do pai e, posteriormente, ascendeu ao trono inglês no ápice da Revolução Gloriosa. 